# キスマイ タイムトンネル
『キスマイ タイムトンネル』は、dTVで2021年8月10日から9月3日に配信されたバラエティ番組。毎週金曜日 12:00に配信されていた。Kis-My-Ft2の冠番組。

## 概要
キスマイデビュー10周年を記念とした特別番組。同番組は5月に行われた「今夜決定！キスどきMVPは誰だ!? 生投票スペシャル」内で発表された。この番組ではキスマイメンバーが10年の思い出を語り合い、クイズに挑戦をする番組で、クイズの問題はTwitterで募集された。また、番組内ではキスマイにゆかりのあるゲストが動画で出演した。

## 出演
メイン（レギュラー）
- Kis-My-Ft2

ゲスト
- サンドウィッチマン
- 濱口優（よゐこ）
- 煙山光紀

## エピソード
| 回 | 配信日         | 内容                                                | ゲスト             |
| -- | -------------- | --------------------------------------------------- | ------------------ |
| 1  | 2021年 8月10日 | キスマイだけのクイズ型リアリティーショー開幕        | サンドウィッチマン |
| 2  | 8月20日        | 藤ヶ谷のへそはどれだ？グラビアからの出題            | 濱口優（よゐこ）   |
| 3  | 8月27日        | ワチャワチャMAX！仲良しグループキスマイの本領発揮！ | 煙山光紀           |
| 4  | 9月3日         | 10年後のキスマイ、メンバーそれぞれのガチメッセージ  |                    |